# Tiefenbach bei Kaindorf
Pour les articles homonymes, voir Tiefenbach.
Tiefenbach bei Kaindorf est une ancienne commune autrichienne du district de Hartberg en Styrie.